# Lorenzo di Credi

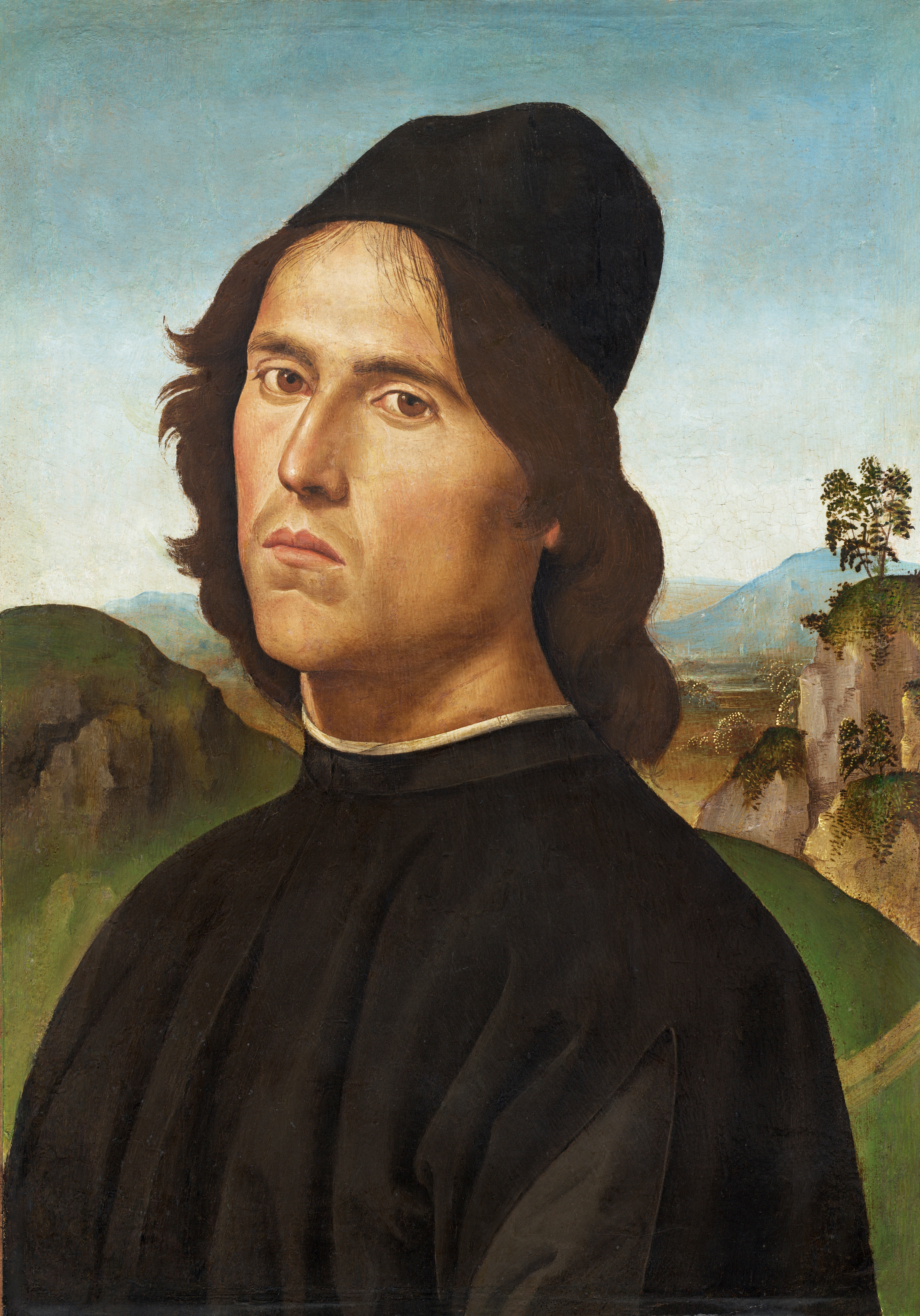
Pietro Perugino, Portrait Lorenzo di Credi (1488)

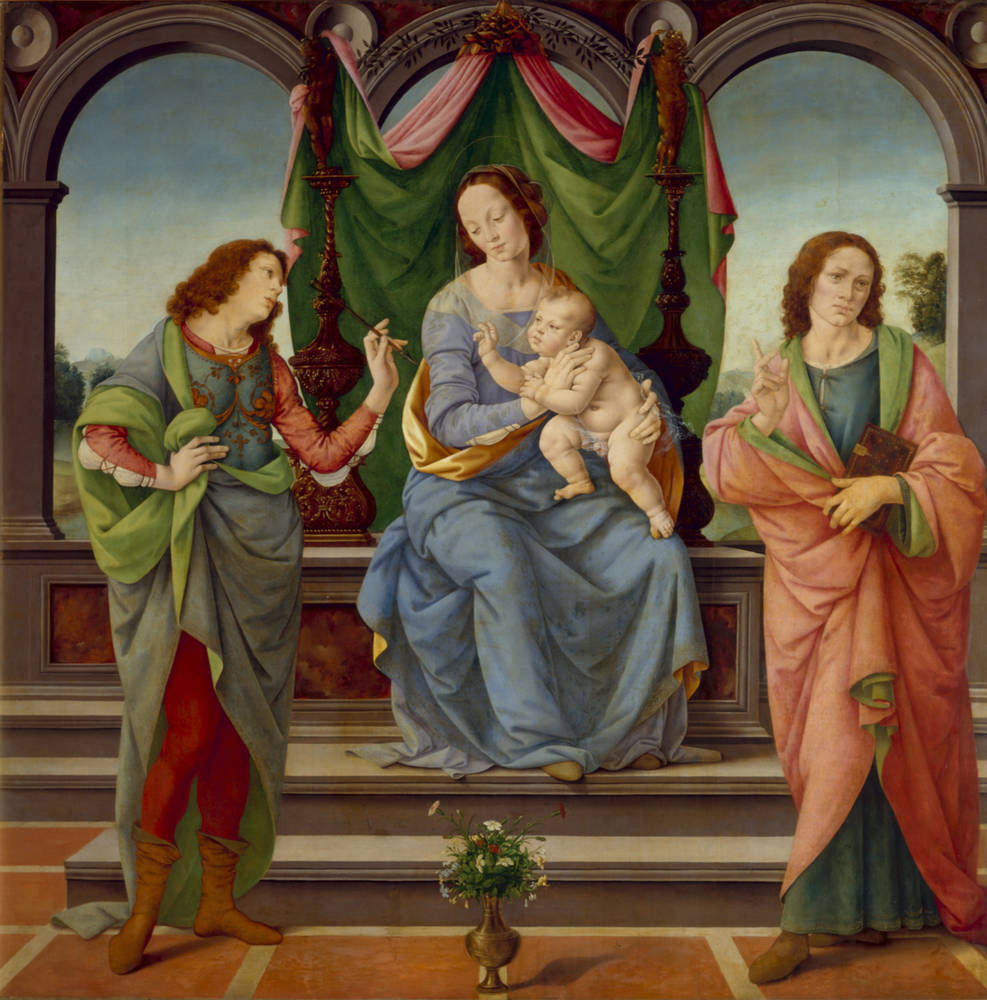
Lorenzo di Credi: Maria mit dem Kind und zwei Heiligen (um 1516), Dresden, Gemäldegalerie Alte Meister

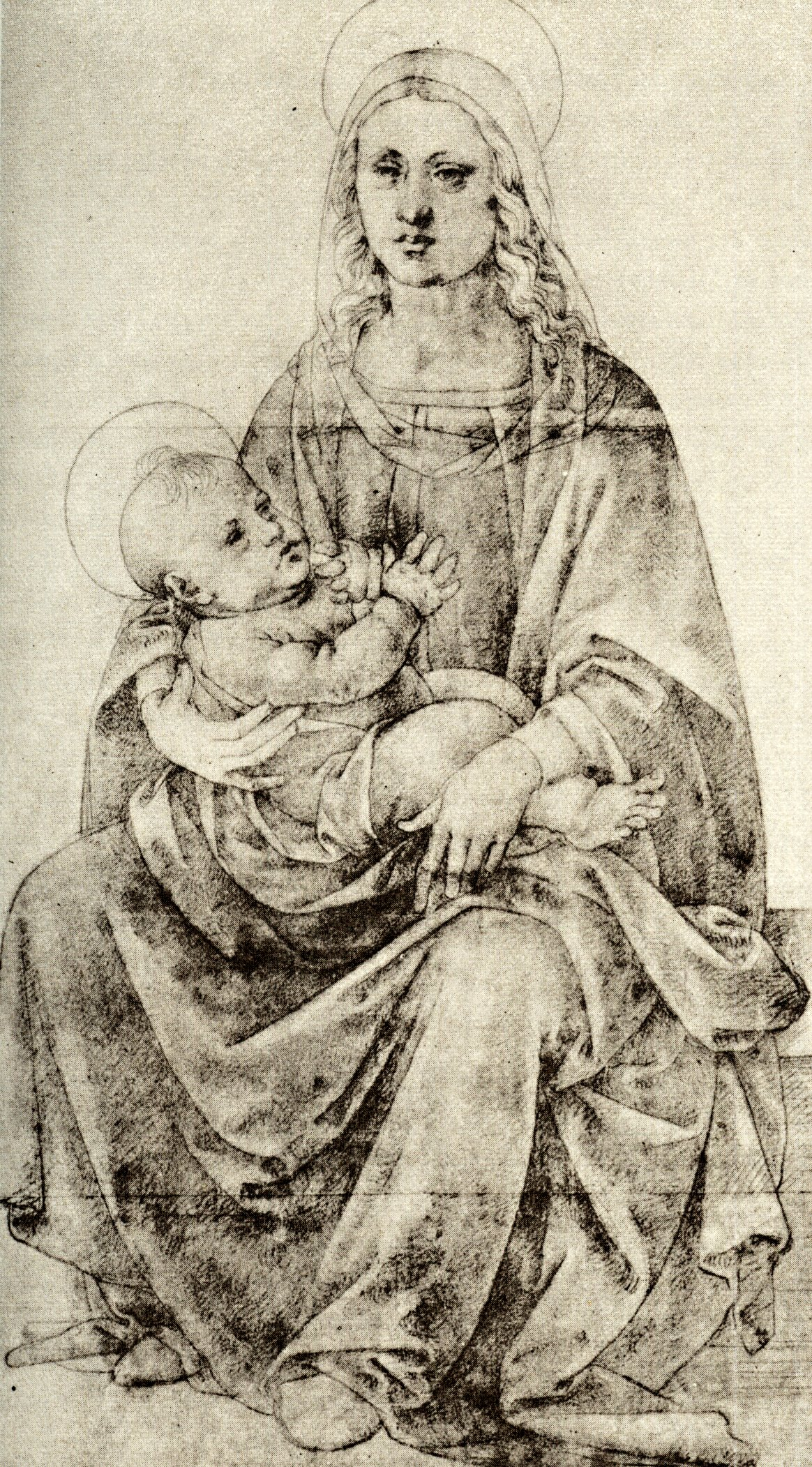
Lorenzo di Credi: Madonna mit Kind

Lorenzo di Credi, eigentlich Lorenzo di Andrea d’Oderigo, (* um 1459 in Florenz; † 12. Januar 1537 in Florenz) war ein Florentiner Maler, Goldschmied und Bildhauer.

## Leben und Werk
Lorenzo di Credi war Sohn und Schüler des Goldschmieds Andra d’Oderigo. Bereits in jungen Jahren erlernte er in der Werkstatt des Andrea del Verrocchio das Handwerk eines Malers und auch das eines Bildhauers. Zu seinen Mitschülern gehörte Leonardo da Vinci, der ihn stark beeinflussen sollte.
Zu Lorenzos frühesten Werken gehört eine Beteiligung an der wahrscheinlich 1474 bei Verrocchio bestellten Altartafel (Madonna di Piazza) für die Sakramentskapelle des Doms zu Pistoia, die spätestens 1479 vollendet war. Wie hoch Lorenzos Anteil an der Tafel ist, war lange umstritten, doch neigt die moderne Forschung dazu, ihm den Großteil der Ausführung selbst zuzuschreiben. Neben der Haupttafel führte er mindestens noch eine Predellentafel aus, die sich heute im Worcester Art Museum befindet.
Etwa zur gleichen Zeit dürfte auch die ihm vielfach zugeschriebene Madonna Dreyfus entstanden sein, die in neuster Zeit wieder häufiger Leonardo zugewiesen wird, da die Ausführung des Bildes in wesentlichen Teilen über das Können Credis hinausgeht. Dennoch kann mit Blick auf das weniger überzeugend gemalte Christuskind nicht ausgeschlossen werden, dass das Bild von mehr als einem Künstler gemalt worden ist.
Schon bald zeigte sich, dass Lorenzo ein ausgezeichneter Künstler war, auf den Verrocchio nicht mehr verzichten mochte. Um ihn fester an sich zu binden, soll er, wie Vasari berichtet, Lorenzo „alle Angelegenheiten der Verwaltung, also die Überwachung von Einkünften und Geschäften in der Werkstatt“ übertragen, und „ihm auch die freie Benutzung von Zeichnungen, Reliefs, Statuen und allen Geräten“ erlaubt haben. Angeblich vertraute Verrocchio Lorenzo auch plastische Arbeiten an, deren Zuordnung heute allerdings schwerfällt.
Dennoch hat die Forschung versucht, einige wenige Arbeiten für ihn in Anspruch zu nehmen. Sicher belegt ist lediglich seine gewünschte Beteiligung am Reiterstandbild des Bartolomeo Colleoni, dessen Guss er übernehmen sollte. Da er sich diese Aufgabe aber nicht zutraute, übertrug er die Arbeit dem florentinischen Bronzegießer Giovanni d’Andrea di Domenico, der den Auftrag letztendlich aber auch nicht ausführte, so dass die Aufgabe 1492 letztendlich von dem venezianischen Münzpräger Alessandro Leopardi ausgeführt wurde. Nach dem Tod Verrocchios führte Lorenzo dessen Werkstatt unter eigener Regie fort. Kurz darauf entstand seine bekannte Venus, die er für die Medici malte und die sich heute in den Uffizien befindet. Es ist das bis heute einzige von ihm bekannte Bild mit einem profanen Thema. Später geriet er in den Bann Savonarolas, dessen begeisterter Anhänger er wurde. Er zog sich in seine Werkstatt zurück, in der er wie in einer Klosterzelle lebte. 1531 begab er sich ins Hospital zu Santa Maria Nuova, wo er am 12. Januar 1537 verstarb.
Lorenzo di Credi malte vorwiegend Madonnen, Anbetungen des Kindes und eine Reihe von Porträts, bei denen er seine reifsten Leistungen vollbrachte. Seine frühen Werke sind stark dem Stil Verrocchios verpflichtet, wobei er in seinen Bildern dessen Formensprache mit der geglätteten Helldunkelmalerei Leonardos vermischte, so dass einige der besseren Werke sogar lange Zeit für Werke von Leonardo selbst gehalten wurden. Eines der besten Beispiele dürfte sicherlich Die Verkündigung im Pariser Louvre sein, die lange Zeit als Werk Leonardos galt, bevor sie in jüngster Zeit wieder verstärkt Lorenzo zugeschrieben wurde. Dennoch erreichte er nicht annähernd dessen Meisterschaft. Seine Bilder waren liebliche, religiöse Darstellungen, die auf den ersten Blick schön anzusehen waren, ohne jedoch etwas Neues zu bieten. Trotzdem waren sie gesucht und verhalfen ihm zu dem Ruf eines geachteten Malers. Mit zunehmendem Alter begann er sich immer häufiger zu wiederholen. Die Feinheiten, die seine frühen Arbeiten ausgezeichnet hatten, gingen mehr und mehr verloren, so dass seine späten Arbeiten nicht mehr annähernd die Qualität der Werke seiner Blütezeit erreichten.

## Werksauswahl

### Gemälde
- Ajaccio (Korsika), Musée Fesch
  - Maria mit dem Kinde
- Belgrad, Narodni Muzej
  - Die Anbetung des Kindes
- Berlin, Gemäldegalerie
  - Maria, das Kind anbetend, um 1480–1485
  - Maria von Ägypten
  - Die Heilige Familie mit dem Johannesknaben (zugeschrieben)
- Dresden, Gemäldegalerie Alte Meister
  - Maria mit dem Kinde, um 1480–1485
  - Maria mit dem Kinde und den Heiligen Sebastian und Johannes der Evangelist, um 1516
- Esztergom, Keresztény Múzeum
  - Die Himmelfahrt der heiligen Maria Magdalena, um 1510
- Florenz, Galleria degli Uffizi
  - Die Verkündigung, um 1480–1485
  - Venus, um 1493/94
  - Bildnis des Pietro Perugino, um 1504
  - Die Anbetung der Hirten, 1510
  - Maria mit dem Kinde, dem Johannesknaben und zwei Engeln
- Forlì, Pinacoteca Civica
  - Bildnis einer jungen Frau, Caterina Sforza (auch Die Frau mit dem Jasmin)
- Hannover, Niedersächsisches Landesmuseum
  - Bildnis des Franciscus Alumnus
- Karlsruhe, Staatliche Kunsthalle
  - Maria das Kind anbetend, mit dem Johannesknaben, um 1480
- London, National Gallery
  - Maria mit dem Kinde, um 1480–1500
  - Maria, das Kind anbetend, um 1490–1500
- Mainz, Landesmuseum
  - Thronende Muttergottes mit dem Christuskind vor Landschaft
- München, Alte Pinakothek
  - Die Geburt Christi
- Nebraska, Joslyn Art Museum
  - Maria mit dem Kinde, dem Johannesknaben und zwei Engeln, um 1490
- New York, Metropolitan Museum of Art
  - Bildnis einer jungen Frau
  - Maria, das Kind anbetend, mit dem Johannesknaben und einem Engel.
- Oxford, Ashmolean Museum
  - Maria mit dem Kinde
- Paris, Musée national du Louvre
  - Die Verkündigung, um 1478/79 (wird manchmal auch Leonardo da Vinci zugewiesen)
  - Thronende Maria mit dem Kinde und den heiligen Julian und Nikolaus von Myra, um 1494
- Pistoia, Dom, Sakramentskapelle
  - Thronende Madonna zwischen Johannes dem Täufer und dem heiligen Donatus (auch Madonna di Piazza), um 1478/79, zusammen mit Andrea del Verrocchio
- Rom, Galleria Borghese
  - Maria mit dem Kinde und dem Johannesknaben
- Turin, Galleria Sabauda
  - Maria mit dem Kinde (auch Kirchenmadonna)
- Washington, National Gallery of Art
  - Maria mit dem Kind (auch Madonna Dreyfus), um 1475 (wird neuerdings auch Leonardo da Vinci zugewiesen)
- Worcester, Art Museum
  - Der heilige Donatus und der Steuereintreiber, um 1478/79

### Mögliche plastische Arbeiten
- ehemals Berlin, Kaiser-Friedrich-Museum
  - Maria mit dem Kinde (seit 1945 verschollen–Auslagerungsort ab 7, April 1945 undokumentiert)
- London, Victoria and Albert Museum
  - Der heilige Hieronymus (wird oft als Arbeit der Verrocchio-Werkstatt, teilweise mit Verweis auf Lorenzo di Credi publiziert; seltener als eigenhändiges Werk Verrocchios aufgeführt)
  - Tonmodell des Forteguerri-Kenotaphs (wird überwiegend Andrea del Verrocchio zugeschrieben)
- Paris, Musée national du Louvre
  - Schwebender rechter Engel (Arbeit der Verrocchio-Werkstatt, die Zuschreibung schwankt meist zwischen Leonardo da Vinci und Lorenzo di Credi)